# Can Sipahi
Can Siphai, né le 20 janvier 1988 à Istanbul, est un acteur turc,,,,,,,.

## Filmographie
Séries
- 2017 : Payitaht: Abdülhamid : prince Abdul Qadir
- 2015 : Aşk Yeniden : Orhan Günay
- 2014 : Güneşi Beklerken : Pura
- 2014-2014 : İntikam : Barış Denizci
- 2011 : Najm Hekaya : Amal
- 2010 : Öğretmen Kemal : Doruk
- 2009 : Ah Kalbim : Batu
- 2012 : Art Attack (Program Sunuculuğu)